# 石器

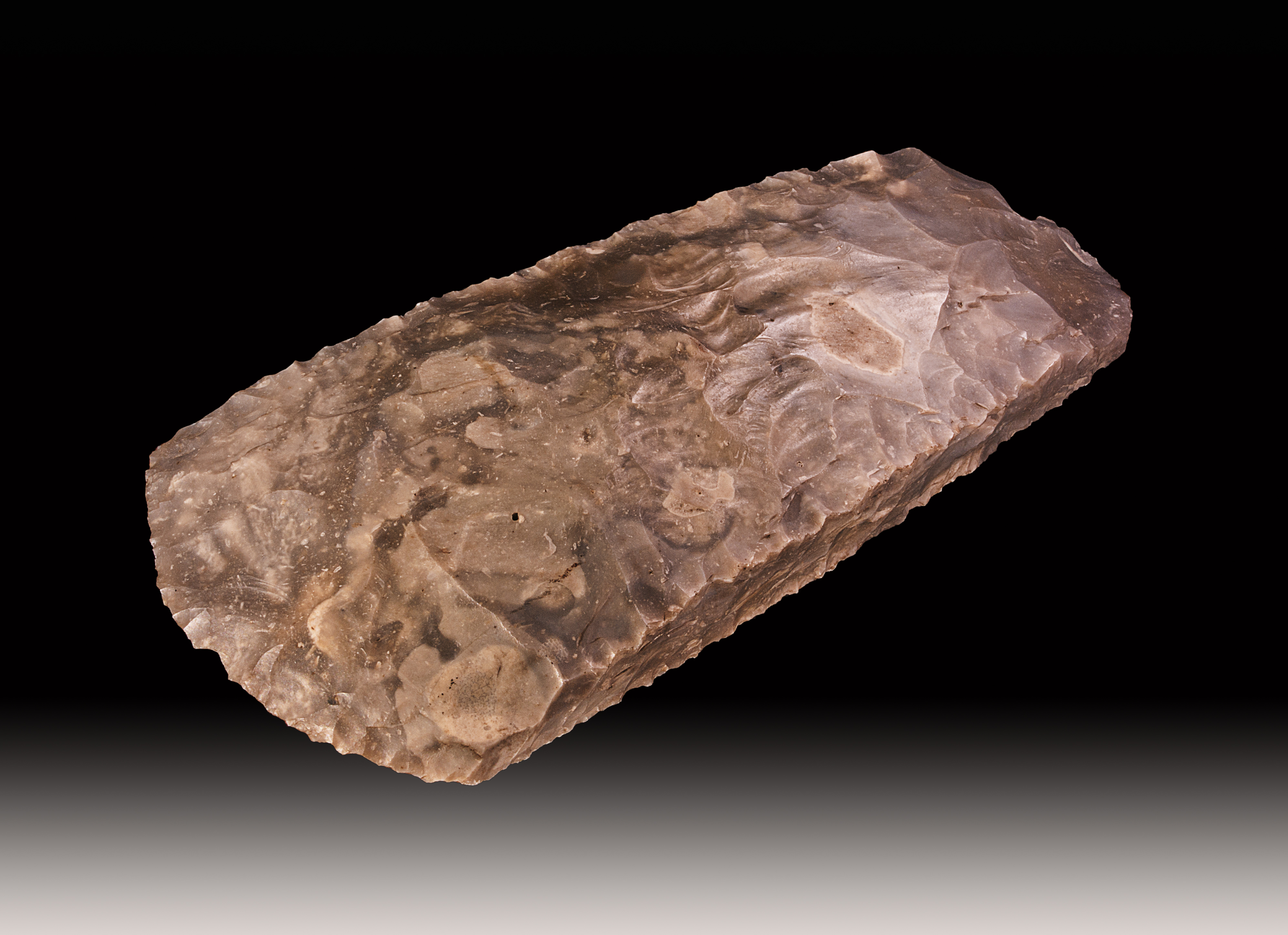
用燧石製造的石斧

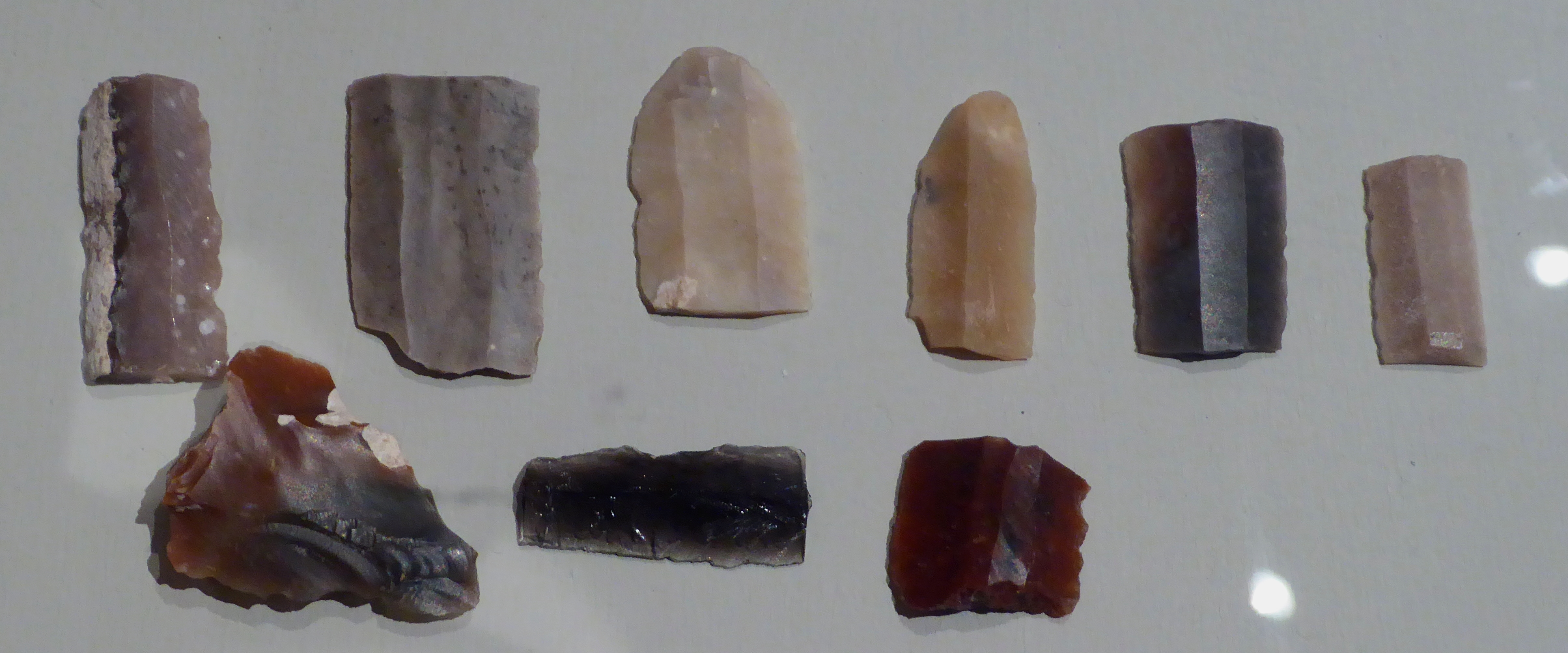
斯科巴遺址的石器

石器一般指的是任何部分或全部以石材為原料製成的工具。在考古学上，人类使用石器的时期称为石器时代。石器的製法和形状常常作为判断遗迹年代和文化性质的主要标志。雖然現代仍存在著以使用石器為主的社會和文化，但大多數石器都與已經消失的史前文化（特別是石器時代）有關。考古學家經常研究這種史前社會，並把對石器的研究稱為石器分析。為了進一步瞭解石器使用和製造的文化意義，民族考古學是相當重要的研究領域。
歷史上，石材已被廣泛用於製造各種不同的工具，包括箭頭、矛頭和石臼 。石器可以是磨製石器或打製石器，以後者製造工具的人被稱為燧石敲打者。
打製石器的材料為隱晶質，如燧石、放射蟲岩、玉髓、黑曜石、玄武岩和石英岩，藉由一種被稱為石器消去法（Lithic reduction）的過程製作而成。有種簡單的消去方式是用錘石或類似的敲擊加工器從材料的石核敲下石片。如果消去策略的目標在於生產石片，那麼剩下的石核一旦變得過小而無法利用就可能被丟棄。然而，在某些策略中，燧石敲打者會先將石核消去成粗糙的單面或雙面預製件，接著使用軟錘剝落技術或施加壓力，藉此剝落邊緣以進一步消去。
更複雜的石器消去形式包括高度標準化的石葉（blade），這種石器可以被接著塑造成各種工具，如刮削器、刀具、鐮刀和細石器 （microlith）。一般來說，打製石器因製造容易，幾乎遍及所有尚未使用金屬的社會，工具石通常很充裕，也易於運輸和磨製。

## 演化

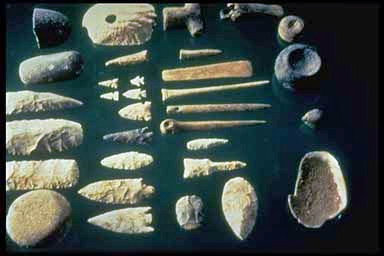
一系列史前石器

考古學家將石器以具有獨特技術或形態特徵的工業（也稱為複合體或技術複合體）來分類。
格雷厄姆·克拉克（Grahame Clark）在1969年第2版的《世界史前史》中提出一種燧石打擊工具的演化過程，他認為「主要的石器技術」是以模式一到模式五的固定順序出現，並為其指定相對年代：模式一和模式二屬於舊石器時代早期，模式三屬於舊石器時代中期，模式四屬於舊石器時代晚期，模式五屬於中石器時代。然而，該演化過程並不通用，也就是它沒有對所有石器技術作出解釋；此外演化過程也不是同步的，即不會同時在不同地區有效。例如，模式一在非洲早已被模式二取代，歐洲卻過很久才開始使用模式一。
克拉克的方案在考古學界深受歡迎，其優點之一是術語簡單。 例如「模式一與模式二的過渡」。模式過渡也是目前最感興趣的議題。 因此舊石器在文獻中被分為四種「模式」，每一種模式都代表著不同形式的複雜性，且大多數情況會按照時間順序排列。

### 預模式 I

#### 肯亞
2011年至2014年在肯亞圖爾卡納湖發現距今330萬年前的石器，早於人屬動物（genus homo）約一百萬年， 已知最古老的人屬化石約為240萬至230萬年前。這些石器可能是由阿法南方古猿所製造，這種猿人保存最完整的化石例子是露西 ，她與這些最古老的石器同時位於東非，這些石器也可能是肯亞平臉人（320萬至350萬年前，1999年發現的上新世古人類化石）所製作。    這些石器的年代是透過測定所在的火山灰層以及現場岩石的磁力異常特徵（由於磁極反轉而指向北方或南方）的年代來確定。

#### 衣索比亞
在衣索比亞迪基卡（Dikika） 發現了表面有溝槽，遭到石器切割、切碎的動物骨骼化石，附近200碼處為賽蓮的遺址，賽蓮是生活在距今約330萬年前的年輕阿法南方古猿女孩。

### 模式一：奧都萬工業

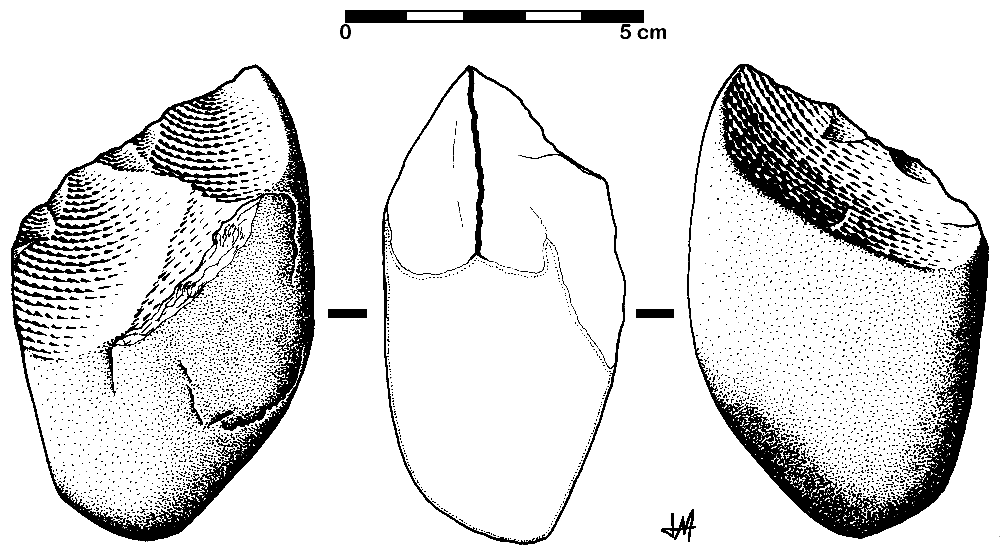
一个典型奧都萬的简单砍砸工具。這個例子來自自巴利亞多利德的杜羅河谷。

人屬動物（genus Homo）最早使用的石器是模式一，來自所謂的奧都萬工業，該工業是以在坦尚尼亞的奧杜威峽谷發現大量此類石器的遺址類型來命名（實際上有多處遺址）。奧都萬工具的特點是結構簡單，主要是使用石核形式。這些石核是河邊礫石，或與之相似的岩石，經球形錘石的敲擊造成貝殼狀裂縫，使石片從表面脱落而形成刀刃，通常還會形成一個尖端。鈍端在接近身體這一側的表面；尖端則在遠離身體的另一側表面。奧都萬是一種敲擊技術。原始人類會抓住近側表面，將遠側表面用力砸向他所希望分離或敲碎的物體，如骨頭或塊莖。
已知最早的奧都萬工具可以追溯到260萬年前的舊石器時代初期，在衣索比亞的戈纳被發現。 在此之後，奧都萬工業傳播到非洲大部分的地區，不過考古學家目前不確定是哪種人種最先開發奧都萬工業，有些猜測認為是南方古猿，有些則認為實際上是巧人。  非洲大部分奧都萬工具的使用者是巧人（Homo habilis），但大約在190萬到180萬年前，直立人繼承了這些工具。該工業在260萬年前-170萬年前在南非和東非蓬勃發展，也藉由直立人的旅程從非洲傳播到歐亞大陸，他們在180萬年前將它帶到了最東邊的爪哇，160萬年前傳播到中國北方。

### 模式二：阿舍利工業

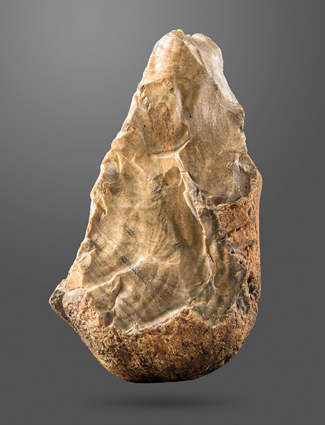
雙面器（三面體），舊石器時代初期，出土自位於紮格羅斯山麓的阿馬爾·梅德（Amar Merdeg），伊朗國家博物館

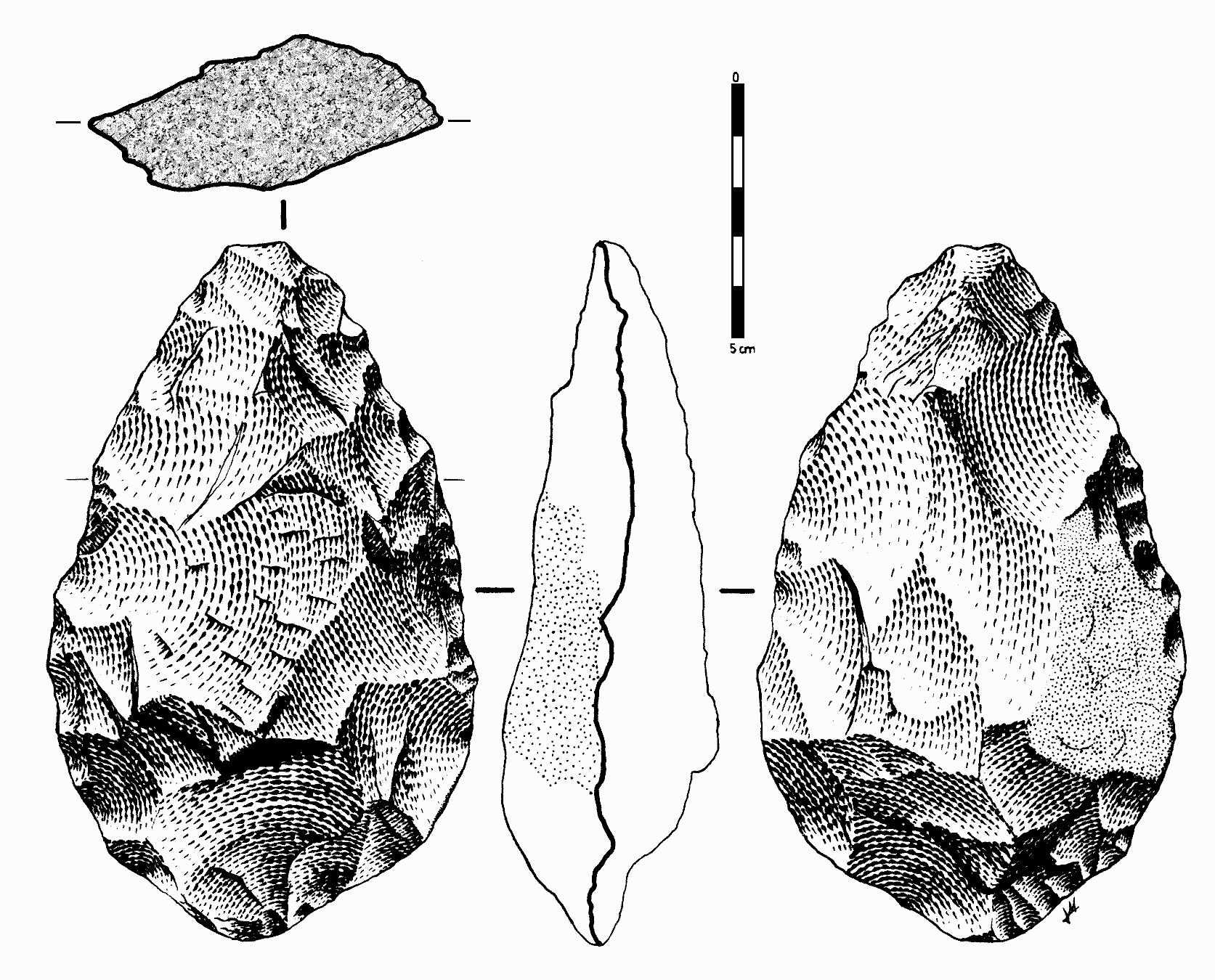
一把典型的阿舍利手斧；這個例子來自西班牙薩莫拉的杜羅河谷。 邊緣的小缺口來自再加工。

最終以阿舍利工業開始發展出更複雜的模式二工具，阿舍利是以法國的聖阿舍利遺址命名，其特點不是石核，而是雙面器，其中最引人注目的形式是手斧。阿舍利最早出現在170萬年前的肯亞西圖爾卡納地區以及南非。
奧杜威的挖掘者路易斯·李奇定義了一個「發達的奧都萬」（Developed Oldowan）時期，他認為他看到了奧都萬與阿舍利有所重疊的證據。在他對這兩個工業的種別特異性（species-specific）觀點中，奧都萬等同於巧人，阿舍利等同於直立人，而發達的奧都萬則被指配給巧人。但是，後來對直立人化石的追溯遠早於阿舍利工具；也就是說，直立人最初必然使用模式一。因此，沒有理由認為發達的奧都萬必須屬於巧人，也可能屬於直立人。反對「發達的奧都萬」觀點的人則將發達的奧都萬劃分給奧都萬和阿舍利。然而，毫無疑問，巧人和直立人是共存的，因為巧人的化石最遲在140萬年前就被發現，與此同時，非洲直立人發展了模式二。無論如何，模式二的浪潮隨後蔓延到歐亞大陸，在那同時有兩種模式被使用。直立人可能並非唯一離開非洲的人類；歐洲化石有時與匠人聯繫在一起，匠人是與非洲直立人同時代的人種。
奧都萬工具在石頭上獲得鋒利邊緣，是出於偶然和可能無事先準備的操作導致，阿舍利工具與奧都萬工具相反，是製造過程的計畫性產物。製造者會從一塊坯料開始，可能是從一塊巨石所敲下的大石頭或石板。從這個坯料中移除大塊石片作為石核，接著將石核擺在砧石上，以硬錘擊打邊緣，粗略地塑造工具。然後，必須用木頭或骨頭作為軟錘再次加工，或重新修飾，經全身性精細鑿擊，鑿出一種由兩個凸面相交形成鋒利邊緣的工具。這樣的工具是用於切片；撞擊不但會毀損邊緣還會割傷手。
模式二工具有的呈盤狀，有的呈卵狀，有的呈葉狀且尖銳，還有一些外觀瘦長，遠離身體的一端尖銳，近身體的一端粗鈍，顯然是用來鑽孔。模式二工具是用於屠宰，非複合型（無刀柄），不適合用於殺戮，殺戮必然改用其它辦法。模式二工具較奧都萬大。坯料會不斷產生石片，直到其修飾成最終成品工具本身。邊緣經常通過進一步修飾而變得鋒利。

### 模式三：莫斯特工業

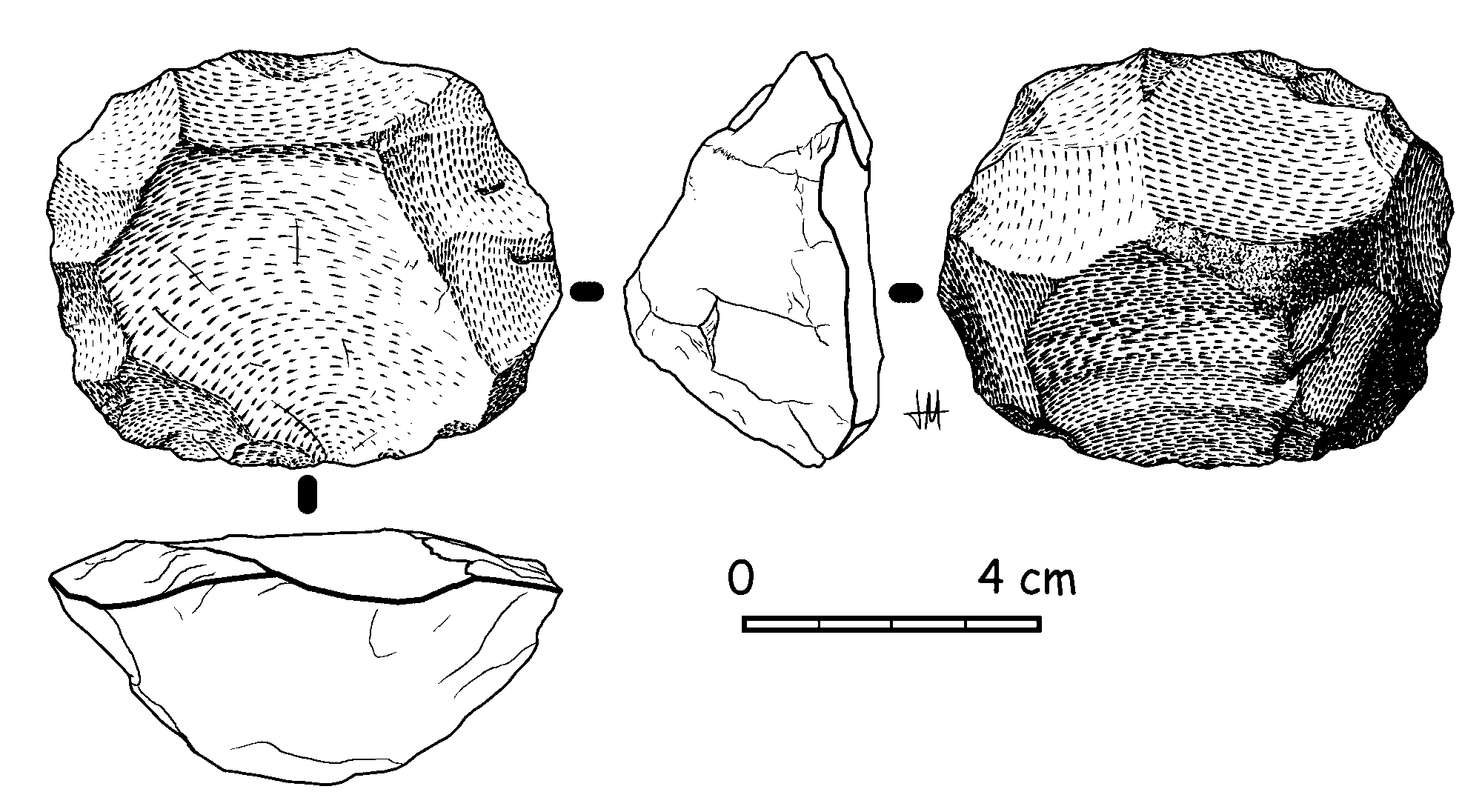
以勒瓦娄哇技法製作的工具。此例來自La Parrilla（西班牙瓦拉多利德）。

歐洲的阿舍利石器最終被一種被稱為莫斯特工業的石器技術所取代，莫斯特工業命名自法國的勒穆斯捷岩棚遺址，1860年代在那裡首次發現了一些例子。莫斯特是從阿舍利演變而來，採用了勒瓦婁哇技法，生產出更小更鋒利的刀狀工具以及刮削器。也被稱為「預備石核技術」（prepared core technique），從加工好的石核中打出石片，然後再進行修飾。 莫斯特工業主要是由尼安德塔人開發和使用，尼安德塔人是歐洲和中東的本土人種，但大體上類似的工業同時也在非洲普遍存在。

### 模式四：奧瑞納工業
模式四工業的長石葉（不是石片）廣泛使用於5萬到1萬年前的舊石器時代晚期。雖然更早之前的尼安德塔人已小量製作過石葉，但奧瑞納文化似乎是第一個以使用石葉為主的文化。與勒瓦婁哇石片技術相比，石葉的使用迅速提升石核的使用效率，而勒瓦婁哇石片技術與以使用石核工作的阿舍利技術相比具有類似的優勢。

### 模式五：細石器工業
模式五石器涉及生產用於複合工具的細石器，主要加固在柄上。例如馬格德林文化。這種技術可以更有效地利用黑燧石等可用材料，儘管在製造小石片方面需要更高複雜的技能，但在木柄或骨柄上安裝鋒利的燧石刀刃是細石器的關鍵創新，主要是因為手柄可以保護使用者免於燧石的傷害，同時也改善了器具，使其更能充分利用。

### 新石器工業

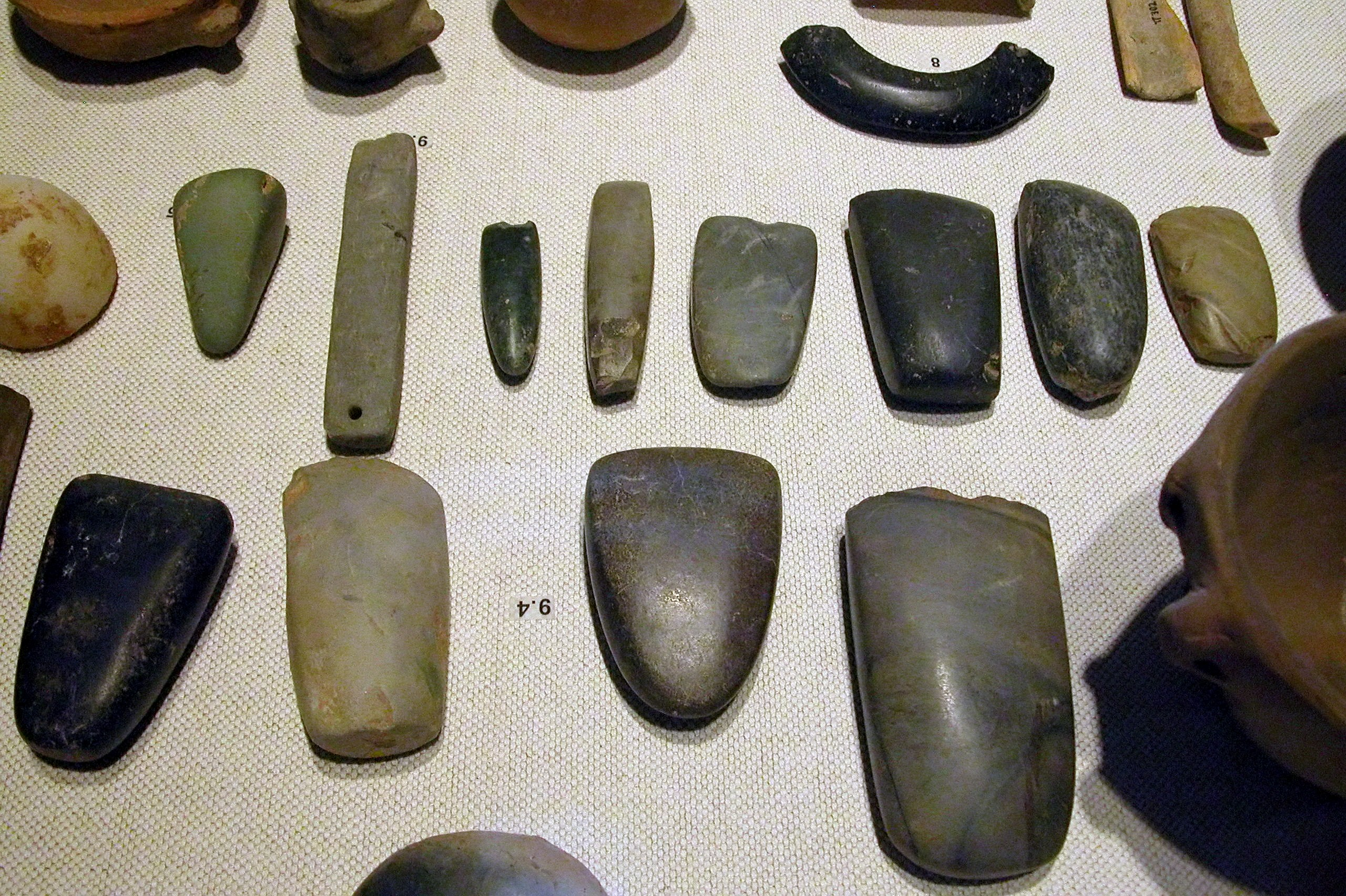
一排新石器文物，包括手鐲、斧頭、鑿子和打磨工具。

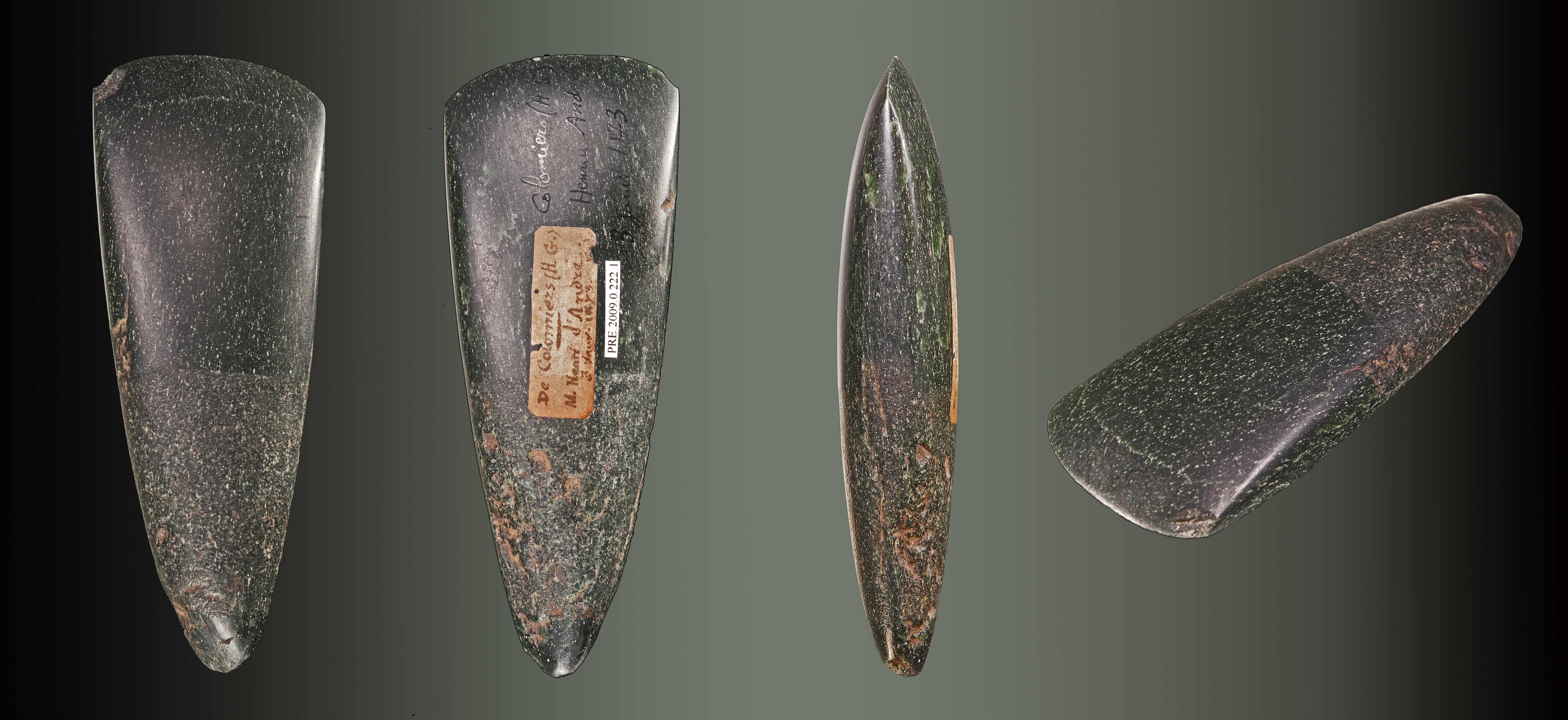
打磨的新石器時代硬玉斧，圖盧茲博物館

磨製石器在史前日本出現在日本舊石器時代，時間大約從西元前4萬年到西元前14000年。在其它地方則從在西元前1萬年開始的新石器時代開始變得很重要。這些打磨的工具由較大粒度的材料製成，例如玄武岩、玉和翡翠、綠岩和某些不適合剝落的流紋岩。綠岩工業在英國湖區很重要，被稱為蘭代爾斧工業（Langdale axe industry）。磨製石器包括錛、石鑿（Celt）和斧，製造方法屬於勞動密集型，十分耗時，通常以水作為潤滑劑，對磨料石材反覆研磨。
在新石器時代，大型斧頭是將燧石結核切削成粗糙的形狀製成，即所謂的「粗加工」（rough-out）。此類製品的交易範圍很廣。然後對粗糙部分進行打磨，使表面具有精細的光潔度來製成斧頭。打磨不僅提高了製品的最終強度，也意味著斧頭可以更容易地穿透木材。

## 原料來源
古人类一般选用质地比较坚硬的矿物作为原料，如火石（燧石）、石英等。这些原料主要通过采集、开采、交换等手段获得。

## 发展过程
- 旧石器时代早期：这時的石器比较简陋，一般将天然砾石加以敲击，然后再稍作加工。形状不规则，一件石器有很多用途。
- 旧石器时代中期：这时的石器比较复杂，打製技术有很大提高，加工也比较精细。
- 旧石器时代晚期：这时的石器已经出现了穿孔和磨光技术。
- 中石器时期：細石器开始大规模普及。
- 新石器时代：这时出现了磨製石器。在瑞士的一個公元前2700年的新石器時代遺址發現了斧頭，從左到右依不同的生產階段排列

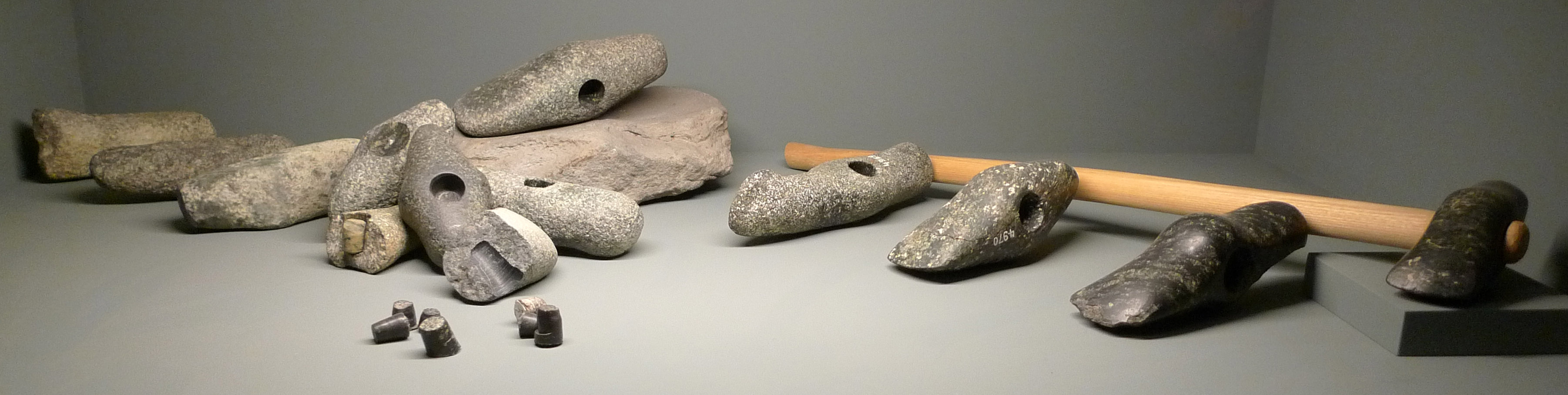
在瑞士的一個公元前2700年的新石器時代遺址發現了斧頭，從左到右依不同的生產階段排列

- 近現代：十九世紀，歐洲人在太平洋西部加羅林群島中的一個雅蒲島發現當地人仍然使用石製貨幣，稱之為雅浦島石幣，這種石幣表面十分光滑，布滿圖案，可見當時已獨自發展出良好的雕刻技術。

## 石器的分类
- 砾石石器
- 石片石器
- 細石器
- 磨製石器